# Corymborkis minima
Espèce
Corymboris minima est une espèce de plantes à fleurs de la famille des Orchidaceae (les orchidées) et du genre Corymborkis, présente en Afrique centrale, principalement au Cameroun.

## Description
Corymborkis minima est une plante assez semblable à Corymborkis corymbis, mais de plus petite taille. Elle mesure entre 15 et 30 cm, ses feuilles entre 5 et 10 cm et ses inflorescences entre 3 et 6 cm de long. Ses fleurs sont blanches et vertes.

## Habitat et distribution
On trouve Corymborkis minima dans les forêts riveraines, les forêts pluviales ou les vieilles forêts des régions qui s'étendent du Cameroun à la Guinée équatoriale. Cette plante pousse sur un sol argileux et sableux très acide.
L'espèce a longtemps été considérée comme endémique du Cameroun, où on la trouve dans la région du Sud-Ouest (parc national de Korup), dans celles du Centre (parc de la Méfou) et du Sud. Puis sa présence a été signalée en outre sur un site de la région continentale en Guinée équatoriale, également sur un autre en République du Congo.
Du fait de sa présence dans une aire protégée (Korup), l'espèce ne semble pas vraiment menacée d'extinction.